# Lista orașelor din Bavaria
Această listă cuprinde toate orașele din landul Bavaria, Germania în ordinea numărului de locuitori (din 2006).
1. München 1.317.933
2. Nürnberg 499.709
3. Augsburg 263.804
4. Regensburg 129.859
5. Würzburg 128.851
6. Ingolstadt 121.665
7. Fürth 113.606
8. Erlangen 103.869
9. Bayreuth 73.794
10. Bamberg 70.063
11. Aschaffenburg 68.798
12. Landshut 61.407
13. Kempten (Allgäu) 61.360
14. Rosenheim 60.137
15. Schweinfurt 54.012
16. Neu-Ulm 51.461
17. Passau 50.415
18. Hof (Saale) 48.414
19. Straubing 44.952
20. Amberg 44.657
21. Kaufbeuren 43.845
22. Weiden in der Oberpfalz 43.073
23. Freising 42.549
24. Coburg 42.015
25. Memmingen 41.149
26. Ansbach 40.512
27. Dachau 39.922
28. Neumarkt in der Oberpfalz 39.517
29. Schwabach 38.791
30. Germering 36.827
31. Fürstenfeldbruck 33.533
32. Erding 33.000
33. Deggendorf 31.260
34. Forchheim 30.541
35. Friedberg (Bayern) 29.368
36. Neuburg an der Donau 28.162
37. Schwandorf 28.143
38. Königsbrunn 27.621
39. Kulmbach 27.580
40. Landsberg am Lech 27.140
41. Lauf an der Pegnitz 26.248
42. Unterschleißheim 25.951
43. Zirndorf 25.134
44. Roth 25.020
45. Lindau (Bodensee) 24.426
46. Waldkraiburg 24.391
47. Pfaffenhofen an der Ilm 23.595
48. Geretsried 23.320
49. Starnberg 23.115
50. Herzogenaurach 23.047
51. Senden 22.306
52. Traunreut 22.245
53. Neusäß 21.798
54. Weilheim in Oberbayern 21.536
55. Bad Kissingen 21.388
56. Lichtenfels 21.369
57. Sonthofen 21.239
58. Kitzingen 21.178
59. Aichach 20.887
60. Sulzbach-Rosenberg 20.702
61. Gersthofen 20.248
62. Günzburg 19.797
63. Nördlingen 19.371
64. Alzenau 19.079
65. Dillingen an der Donau 18.729
66. Dingolfing 18.623
67. Marktoberdorf 18.462
68. Traunstein 18.351
69. Donauwörth 18.280
70. Burghausen 18.261
71. Marktredwitz 18.156
72. Kronach 18.151
73. Kolbermoor 17.921
74. Mühldorf am Inn 17.776
75. Weißenburg in Bayern 17.726
76. Bad Aibling 17.718
77. Bad Tölz 17.613
78. Wolfratshausen 17.450
79. Cham 17.341
80. Moosburg an der Isar 17.263
81. Selb 17.156
82. Bad Reichenhall 17.048
83. Oberasbach 17.001
84. Bobingen 16.636
85. Vilshofen an der Donau 16.580
86. Neustadt bei Coburg 16.573
87. Gunzenhausen 16.496
88. Illertissen 16.455
89. Bad Neustadt an der Saale 16.252
90. Schrobenhausen 16.210
91. Penzberg 16.126
92. Lohr am Main 16.080
93. Freilassing 15.813
94. Kelheim 15.677
95. Garching bei München 15.366
96. Altdorf bei Nürnberg 15.283
97. Karlstadt 15.170
98. Pocking 14.518
99. Immenstadt im Allgäu 14.273
100. Mindelheim 14.162
101. Pegnitz 14.143
102. Füssen 14.067
103. Höchstadt an der Aisch 14.064
104. Bad Wörishofen 13.909
105. Stein (Mittelfranken) 13.905
106. Rödental 13.900
107. Mainburg 13.869
108. Haßfurt 13.493
109. Dorfen 13.419
110. Weißenhorn 13.280
111. Schwabmünchen 13.195
112. Treuchtlingen 13.194
113. Hilpoltstein 13.147
114. Vöhringen 13.031
115. Landau an der Isar 12.952
116. Eichstätt 12.907
117. Altötting 12.810
118. Eggenfelden 12.799
119. Neustadt an der Donau 12.789
120. Abensberg 12.773
121. Krumbach (Schwaben) 12.684
122. Plattling 12.589
123. Neutraubling 12.557
124. Regen 12.553
125. Grafing bei München 12.477
126. Schongau 12.449
127. Wasserburg am Inn 12.437
128. Neustadt an der Aisch 12.431
129. Hersbruck 12.426
130. Hauzenberg 12.399
131. Feuchtwangen 12.225
132. Burglengenfeld 12.174
133. Bad Windsheim 12.128
134. Röthenbach an der Pegnitz 12.120
135. Murnau am Staffelsee 12.086
136. Osterhofen 12.084
137. Buchloe 12.016
138. Hammelburg 11.907
139. Pfarrkirchen 11.841
140. Dinkelsbühl 11.687
141. Trostberg 11.611
142. Vilsbiburg 11.603
143. Münchberg 11.508
144. Ochsenfurt 11.502
145. Roding 11.474
146. Lindenberg im Allgäu 11.434
147. Gemünden am Main 11.325
148. Rothenburg ob der Tauber 11.314
149. Miesbach 11.251
150. Marktheidenfeld 11.091
151. Ebersberg 11.065
152. Lauingen (Donau) 10.987
153. Langenzenn 10.623
154. Bad Staffelstein 10.686
155. Waldkirchen 10.603
156. Maxhütte-Haidhof 10.536
157. Zwiesel 10.259
158. Wunsiedel 10.207
159. Erlenbach am Main 10.179
160. Bogen 10.105
161. Simbach am Inn 10.005
162. Rehau 9.991
163. Geisenfeld 9.695
164. Miltenberg 9.626
165. Burgau 9.519
166. Helmbrechts 9.454
167. Volkach 9.451
168. Tirschenreuth 9.383
169. Töging am Inn 9.382
170. Heilsbronn 9.376
171. Furth im Wald 9.371
172. Auerbach in der Oberpfalz 9.117
173. Grafenau 8.985
174. Wertingen 8.856
175. Obernburg am Main 8.832
176. Berching 8.706
177. Beilngries 8.698
178. Hemau 8.601
179. Neuötting 8.598
180. Freystadt 8.574
181. Viechtach 8.565
182. Nittenau 8.540
183. Hallstadt 8.536
184. Ichenhausen 8.513
185. Bad Griesbach im Rottal 8.480
186. Rain 8.439
187. Naila 8.410
188. Arnstein 8.345
189. Neunburg vorm Wald 8.255
190. Münnerstadt 8.019
191. Mittenwald 7.912
192. Gundelfingen an der Donau 7.859
193. Schwarzenbach an der Saale 7.851
194. Vohenstrauß 7.751
195. Herrieden 7.718
196. Rottenburg an der Laaber 7.686
197. Waldsassen 7.465
198. Ebern 7.426
199. Teublitz 7.408
200. Bad Kötzting 7.347
201. Waldmünchen 7.285
202. Bad Brückenau 7.238
203. Freyung 7.235
204. Greding 7.215
205. Mitterteich 7.192
206. Scheßlitz 7.167
207. Baiersdorf 7.106
208. Vohburg an der Donau 7.071
209. Bad Königshofen im Grabfeld 7.063
210. Burgkunstadt 6.926
211. Dettelbach 6.866
212. Ebermannstadt 6.851
213. Grafenwöhr 6.797
214. Leipheim 6.797
215. Höchstädt an der Donau 6.768
216. Geiselhöring 6.765
217. Gerolzhofen 6.734
218. Laufen 6.678
219. Vilseck 6.560
220. Weidenberg 6.494
221. Bad Rodach 6.488
222. Uffenheim 6.404
223. Klingenberg am Main 6.317
224. Neumarkt-Sankt Veit 6.249
225. Parsberg 6.623
226. Hirschau 6.220
227. Mellrichstadt 6.184
228. Windsbach 6.182
229. Wassertrüdingen 6.177
230. Thannhausen 6.168
231. Tittmoning 6.151
232. Dietfurt an der Altmühl 6.145
233. Neustadt an der Waldnaab 6.120
234. Nabburg 6.083
235. Arzberg 6.060
236. Zeil am Main 5.924
237. Schlüsselfeld 5.875
238. Riedenburg 5.744
239. Harburg (Schwaben) 5.694
240. Wemding 5.650
241. Pfreimd 5.618
242. Leutershausen 5.615
243. Windischeschenbach 5.597
244. Abenberg 5.568
245. Eltmann 5.505
246. Pottenstein 5.429
247. Erbendorf 5.369
248. Oettingen in Bayern 5.339
249. Kemnath 5.281
250. Velburg 5.265
251. Hollfeld 5.238
252. Hofheim in Unterfranken 5.234
253. Schwarzenbach am Wald 5.181
254. Spalt 5.110
255. Bischofsheim an der Rhön 5.073
256. Oberviechtach 5.057
257. Wörth am Main 4.940
258. Monheim 4.929
259. Heideck 4.989
260. Gefrees 4.828
261. Weismain 4.821
262. Creußen 4.770
263. Scheinfeld 4.751
264. Selbitz 4.746
265. Bad Berneck im Fichtelgebirge 4.728
266. Pressath 4.664
267. Waldershof 4.632
268. Wörth an der Donau 4.484
269. Iphofen 4.423
270. Pappenheim 4.343
271. Schnaittenbach 4.324
272. Amorbach 4.147
273. Gräfenberg 4.101
274. Seßlach 4.078
275. Eschenbach in der Oberpfalz 4.002
276. Tegernsee 3.970
277. Baunach 3.943
278. Kirchenlamitz 3.908
279. Ludwigsstadt 3.818
280. Marktbreit 3.741
281. Königsberg in Bayern 3.739
282. Ellingen 3.723
283. Schönwald 3.721
284. Goldkronach 3.704
285. Marktleuthen 3.632
286. Ostheim vor der Rhön 3.621
287. Rötz 3.533
288. Weißenstadt 3.518
289. Stadtsteinach 3.445
290. Bärnau 3.431
291. Prichsenstadt 3.226
292. Waischenfeld 3.206
293. Wallenfels 3.125
294. Burgbernheim 3.057
295. Eibelstadt 2.886
296. Wolframs-Eschenbach 2.881
297. Schillingsfürst 2.840
298. Merkendorf 2.822
299. Schönsee 2.739
300. Pleystein 2.701
301. Betzenstein 2.564
302. Mainbernheim 2.317
303. Fladungen 2.296
304. Teuschnitz 2.242
305. Schauenstein 2.143
306. Rieneck 2.113
307. Velden 1.826
308. Marktsteft 1.764
309. Stadtprozelten 1.721
310. Ornbau 1.703
311. Röttingen 1.675
312. Aub 1608
313. Hohenberg an der Eger 1.534
314. Neustadt am Kulm 1.329
315. Lichtenberg 1.154
316. Kupferberg 1.118
317. Rothenfels 1.016